# Conservatorium van Suriname
Het Conservatorium van Suriname, wel The Green Conservatory genoemd, is een hoger onderwijsinstelling in Suriname.
Het conservatorium werd opgericht door Albert Arens en Ramon Williams op 11 november 2011. Het eerste jaar werden de lessen gegeven in het voormalig auditorium van de Kathedrale Koorschool aan de Mgr. Wulfinghstraat 2. De allereerste 27 studenten volgden daar hun lessen in de zogenoemde schakelklas. Tot deze allereerste lichting studenten behoorde onder meer de zanger Jeangu Macrooy. Na een jaar kon werd de opleiding intrek nemen in een tegenovergelegen pand op hetzelfde erf. Vanwege betalingsproblemen van de huur verhuisde het conservatorium in 2018 naar de Metaalstraat.
De school leidt studenten op tot professioneel musicus in een bepaalde discipline of voor een bepaald instrument. Er kan worden gekozen voor de richtingen Bachelor of Music, Bachelor of Music education of Associate Degree in Sound Engineering. De studieduur is nominaal vier jaar. 
In 2017 behaalden de eerste acht studenten hun Bachelor of Music. Op het conservatorium neemt ook Surinaamse muziek een centrale plaats in, zoals met de sambura, een drum die door inheemse Surinamers wordt bespeeld. In januari 2015 debuteerden de studenten met een eigengemaakte muziektheatervoorstelling Not Afraid.
In mei 2022 was het orkest Holland Baroque een week lang in Suriname voor optredens met studenten van het conservatorium en de School voor Jong Talent.